# Live in Tokyo (No Fun at All)
Live In Tokyo è l'unico album/ep live pubblicato dalla punk rock band svedese No Fun At All.

## Tracce
1. Beach Party
2. Your Feeble Mind
3. I Won't Believe In You
4. Believers
5. Master Celebrator
6. Alcohol

## Formazione
- Ingemar Jansson - voce
- Mikael Danielsson - chitarra, voce e cori
- Christer Johansson - chitarra
- Henrik Sunvisson - basso, e cori
- Kjell Ramstedt - batteria